# Luis D'Elía

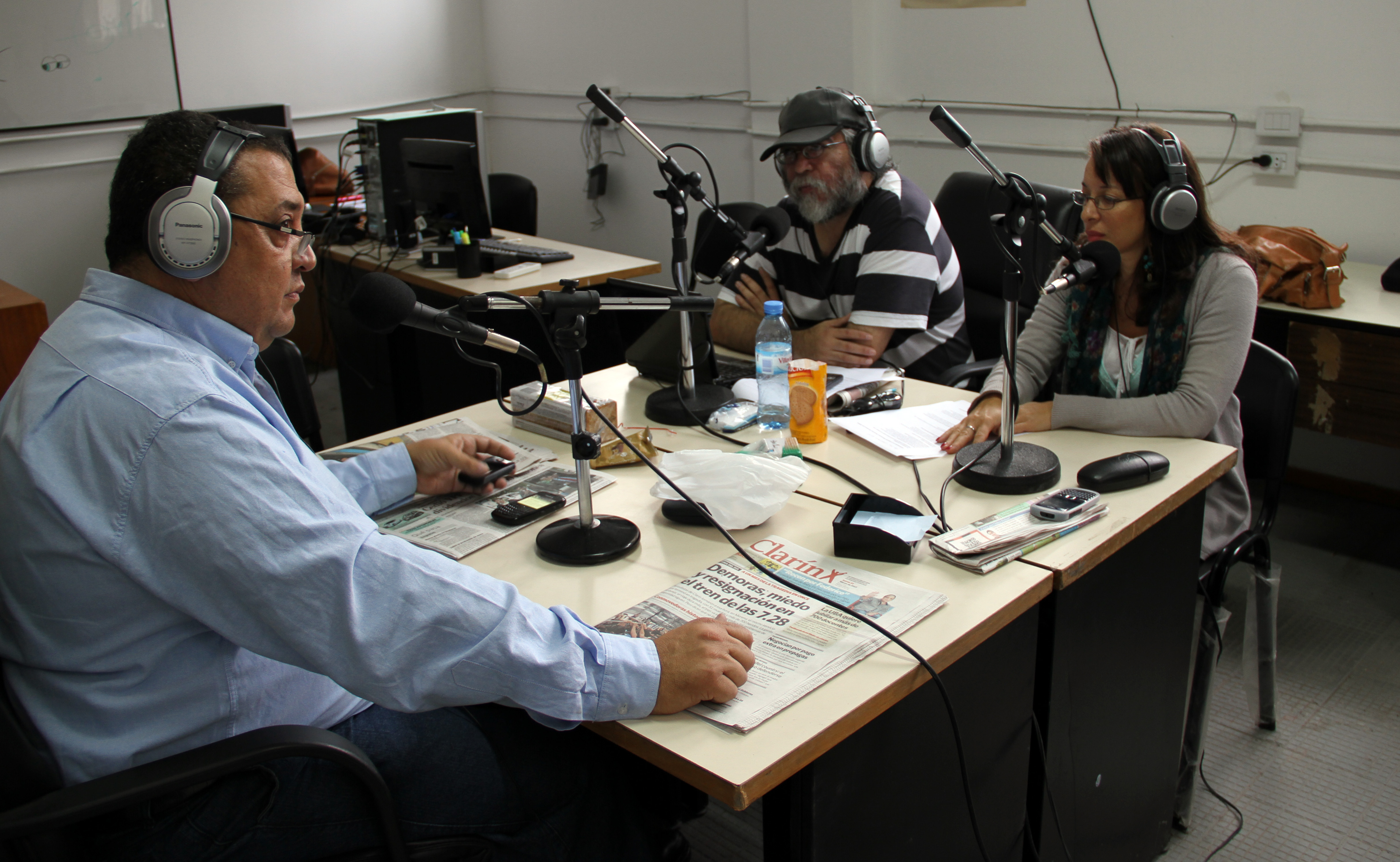
Luis D'Elía haciendo radio.

Luis Ángel D'Elía (Morón, 27 de enero de 1957)  es un maestro, político y dirigente de tendencia socialcristiana argentino, perteneciente a la CTA (Central de los Trabajadores Argentinos), en la que lidera la Federación de Tierra, Vivienda y Hábitat.

## Biografía

### Niñez y juventud
D'Elía nació en la Clínica Modelo de Morón. Su padre, Luis Omar D'Elía, era descendiente de italianos sicilianos. Se desempeñaba como empleado de la empresa estatal de electricidad SEGBA y era miembro del sindicato de Luz y Fuerza. Además se declaraba admirador del peronismo. Su madre, Ofelia García Prieto, era hija de inmigrantes españoles de la comunidad de Galicia con ideologías anarquistas y socialistas, modista jubilada y especializada en trajes de novia y vestidos de quince años.[cita requerida]
Luis pasó su infancia en la localidad del partido de La Matanza, Villa Luzuriaga junto a sus dos hermanos, Ariel y Mabel. Todos fueron criados en la parroquia Don Bosco, cuna política de Luis.

### Formación y militancia
El 16 de marzo de 1981 comenzó a desempeñarse como maestro, iniciándose con una suplencia de un mes en la Escuela n.º 50 de La Matanza. Hasta el 28 de febrero de 1988 fue tomando suplencias en diferentes escuelas, hasta completar un tiempo efectivo de docencia de 4 años, 8 meses y 28 días. La escuela en la que se desempeñó durante más tiempo fue la N.º 172, lindera al barrio El Tambo, en Isidro Casanova, donde permaneció en 1986 y 1987.
Entretanto, D'Elía continuó sus estudios para obtener el título de profesor en la enseñanza secundaria, en el Instituto de Profesorado Manuel Dorrego de Morón, recibiéndose en 1985.
A fines de los años setenta comenzó a actuar en SUTEBA, uno de los sindicatos de maestros que existen en la provincia de Buenos Aires. En ese período militó en el Servicio de Paz y Justicia, dirigido por Adolfo Pérez Esquivel, afiliándose luego al Partido Demócrata Cristiano, identificado con las ideas de la teología de la liberación. Su mentor fue el sacerdote Enrique Lapadula, cura párroco de actuación en La Matanza, con quien mantiene desde entonces una estrecha relación. A partir de su militancia social cristiana, D'Elía comenzó a impulsar algunas experiencias cooperativistas, con desocupados y trabajadores pobres de La Matanza.
Desde 2008 realiza un programa de radio, llamado Siete Punto Cero, en un principio salió por Radio Cooperativa AM 770 de lunes a viernes junto a Leonardo Cofré. Actualmente sale por Radio Rebelde AM 740 de lunes a viernes de 07 a 09 AM. Conduce Luis D'Elía acompañado de Elizabeth Machado y Nahuel Bianchi.

### Ocupación y urbanización de El Tambo
En 1985 miles de pobladores sin vivienda, entre los que se encontraba D'Elía, ocuparon las tierras fiscales de El Tambo (en Isidro Casanova, La Matanza) para exigirle al gobierno que se las vendieran y construir allí un barrio urbanizado. Inicialmente fue un proceso caótico, con grandes discusiones entre los ocupantes y serios problemas para alimentar a las familias instaladas. Frente al caos del proceso, D'Elía, por entonces un joven de 25 años, decidió retirarse y volver a la villa miseria en la que vivía con su esposa.
Pero la líder de la toma, la Negra Thatcher fue a buscarlo a la casa para convencerlo de volver y hacerse cargo de la conducción del proceso: «Pendejo cagón, vos sos el único que puede conducir esto. Yo soy una negra bruta, te necesitamos allá».
D'Elía volvió a la toma y comenzó a organizar a los pobladores como cooperativa, a la que denominaron Unidad, Solidaridad y Organización. Al día siguiente de regresar, la policía reprimió violentamente a los ocupantes, matando a la Negra Thatcher. Los pobladores sin embargo permanecieron y lograron urbanizar las tierras y construir viviendas, conformando a El Tambo como un nuevo barrio de la ciudad de Isidro Casanova.
Durante esa década D'Elía combinaba el trabajo y el estudio, con sus actividades en los grupos cristianos de base y la militancia el Partido Demócrata Cristiano. En abril de 1988, Antonio Salviolo, dirigente del PDC y director de Escuelas de la provincia de Buenos Aires, durante la gobernación de Antonio Cafiero, lo convocó para desempeñarse en la subsecretaría administrativa. Poco después, ese mismo año, el Senado de la provincia de Buenos Aires lo designó consejero escolar, desempeñando ese cargo hasta 1992.el Senado de la provincia no nombra consejeros escolares, no tiene facultades. Solo el voto popular lo hace.

### Años 1990
En 1992 fue designado maestro titular en la Escuela n.º 188 de La Matanza, aunque nunca llegó a ejercer efectivamente la función.
Simultáneamente D'Elía comienza a actuar en el Partido Justicialista (peronismo), y a generalizar la exitosa experiencia de organización cooperativa de «los sin techo» que puso en práctica en El Tambo (Tambo II, Tambo III, Tambo IV, San Javier).
En 1995, Carlos «Chacho» Álvarez, líder del FREPASO, le propuso integrar la lista de candidatos a concejales en La Matanza, resultando electo en 1997, cuando esa fuerza ya integraba la Alianza y obtuvo el triunfo en la provincia de Buenos Aires.
Como miembro de la Alianza, fue parte del triunfo electoral de esa fuerza en 1999, llevando como presidente a Fernando de la Rúa. Fue diputado provincial por la lista del Polo Social de Luis Farinello. Luego la crisis argentina de 2001, D'Elía decidió abandonar el FREPASO y comenzar a actuar gremialmente, organizando a los desocupados y sin techo.

### Federación de Tierra, Vivienda y Hábitat
En los años 1990, algunos sindicatos, liderados por dirigentes de tendencia mayoritaria social cristiana, se separan de la Confederación General del Trabajo (CGT), para crear la Central de los Trabajadores Argentinos (CTA). Uno de los principales sindicatos de la CTA es SUTEBA, organización de origen de D'Elía.
Luego de abandonar el FREPASO, D'Elía organizó la Federación de Tierra, Vivienda y Hábitat (FTV), una de las primeras y más importantes agrupaciones de desocupados en Argentina, que se integró a su vez en la CTA, cuyo secretario general era Víctor De Gennaro. La Federación de Tierra, Vivienda y Hábitat estableció también una alianza con la Corriente Clasista y Combativa (CCC), volviéndose la organización de desocupados de mayor llegada en la zona oeste, y las más moderadas, desde el punto de vista político-ideológico, de las organizaciones piqueteras actuantes.

### Década de 2000
En 2003 se presentó, en una alianza con dirigentes del ex FREPASO, como candidato a gobernador de la provincia de Buenos Aires por el partido Nueva Democracia, un desprendimiento del Frente Grande.

#### Funcionario del gobierno de Néstor Kirchner
Al asumir en 2003, el presidente Néstor Kirchner convocó a D'Elía para hacerse cargo de la Subsecretaría de Tierras para el Hábitat Social, con funciones orientadas a promover la vivienda popular.
En esos años el dirigente del Polo Obrero, Néstor Pitrola opinó sobre D'Elía:

Parece que este hombre ha perdido verdaderamente toda condición de dirigente social. Además, quedó demostrado en su pobrísimo acto en Atlanta, que ya no representa a nadie. Por eso ya no queremos discutir más con él. Discutir con D'Elía es como hacerlo con la policía. Con las declaraciones que hizo cuando fue lo del Puente Pueyrredón y con lo que dice ahora queda claro que es un vendido, un alcahuete y que abandonó toda rectitud de lucha.

#### La toma por la fuerza de la comisaria 24.ª
El 26 de junio de 2004, D'Elía y un grupo de militantes y vecinos de La Boca ocuparon las instalaciones de la comisaría 24.ª del barrio porteño de La Boca, a consecuencia del asesinato del dirigente comunitario Martín «Oso» Cisneros. El entonces funcionario y sus seguidores justificaron la ocupación afirmando que el asesino de Cisneros contaba con protección policial. Durante la toma, que duró toda la madrugada, se lo acusa de producir múltiples destrozos. La titular del Juzgado de Instrucción n.º 1, la jueza María Angélica Crotto, ordenó el inmediato desalojo de la comisaría, sin embargo los entonces secretario y subsecretario de Seguridad ―Norberto Quantín y José María Campagnoli― acordaron la salida de los manifestantes del lugar, medida que fue avalada por el juez federal Norberto Oyarbide. La magistrada denunció a los funcionarios por «desobediencia», pero el expediente fue cerrado en la justicia federal.
El entonces comisario Cayetano Greco ratificó meses después ante la Justicia que el líder piquetero encabezaba la toma, y que «se le impidió recuperar la comisaría». También confirmó la veracidad de la denuncia penal que radicó una mujer embarazada, quien declaró haber quedado dentro de la seccional durante los incidentes junto a su esposo y un menor de edad, sin que le permitieran retirarse.

#### Polémica con Douglas Tompkins
En agosto de 2006, D'Elía viajó a la localidad de Concepción (en la provincia de Corrientes) y provisto de una tenaza procedió a cortar el candado de una tranquera que cerraba un camino provincial entre los campos del magnate estadounidense Douglas Tompkins junto a la ruta provincial n.º 6, acompañado por un grupo de baqueanos quienes denunciaron que Tompkins los había expropiado. El dirigente piquetero juntó firmas entre legisladores de diversos partidos políticos para intentar expropiar al terrateniente estadounidense y a otros dueños de humedales en esa provincia.
Justificando su accionar, sostuvo:

Me tergiversan, yo fui a abrir una tranquera que estaba cortando un camino provincial y público. Pero más que discutir eso, deberíamos preguntarnos quién es este hombre. Creo que todos sabemos que los Estados Unidos están interesados en el agua.
Luis D'Elía

#### Contramarcha a Juan Carlos Blumberg
El 31 de agosto de 2006, D'Elía organizó una contramarcha a la organizada por Juan Carlos Blumberg en reclamo de seguridad, donde acusaba a éste de ser apoyado por la derecha argentina para desestabilizar al gobierno. El premio nobel de la Paz, Adolfo Pérez Esquivel ―quien también realizó ese día una contramarcha― acusó entonces a D'Elía de «especulador y arribista» por usar su contramarcha «en provecho propio y del Gobierno».

#### Posición en la causa AMIA
En noviembre de 2006 renunció a su cargo en el gobierno a pedido del presidente Kirchner, tras sostener que la acusación que en ese momento realizó la justicia argentina contra funcionarios iraníes en la causa del ataque terrorista a la AMIA realizado en 1994, se trataba de una pista falsa introducida por los servicios secretos de Estados Unidos e Israel, sin otras pruebas que los informes de los propios servicios de inteligencia.
Por este motivo, en 2007, viajó a la República Islámica de Irán junto a otros miembros de su corriente política como el sacerdote católico Luis Farinello y Mario Cafiero, con el fin de entregarle una carta al presidente Mahmud Ahmadinejad, apoyando el derecho de Irán a la autodeterminación y de no injerencia en sus asuntos internos, firmada por diversas personalidades argentinas como el director de cine Fernando Pino Solanas y las presidentas de ambos sectores de las Madres de Plaza de Mayo, Hebe de Bonafini y Nora Cortiñas, entre otros.
D'Elía declaró en ese momento que había que «investigar a la derecha judía» por la voladura de la mutual y que rechazaba «que los Estados Unidos e Israel o la Mossad o la CIA nos digan a nosotros quiénes son los culpables, manoseando un expediente».
Uno de los argumentos utilizados por D'Elía en apoyo de su posición, fue que si «[Isaac] Rabin fue asesinado por la derecha judía, ¿por qué no se puede hablar de esta hipótesis para la AMIA?».
En declaraciones a la prensa realizadas el 6 de marzo de 2007, Cafiero, D'Elía y Farinello presentaron un informe sobre la causa judicial, señalando que los testigos Hadi Roshanravani, Hamid Reza Eshagi y Abolghasem Mesbahi, utilizados por el fiscal para fundar su acusación, tenían pedido de captura de Interpol acusados de actos terroristas contra ciudadanos iraníes. Cafiero explicó que los testigos integraban un grupo terrorista que entre otras cosas asesinó al expresidente Rajay y a un presidente de la Corte Suprema iraní, sosteniendo que EE. UU. había acordado con los terroristas su inmunidad, a cambio del testimonio presentado en la causa AMIA. En dicha conferencia de prensa D'Elía realizó comentarios generales sobre Irán y sostuvo que «queremos ver a quienes hicieron este horrible atentado pudrirse en la cárcel».
A raíz de sus denuncias públicas, la Agrupación de Familiares y Amigos de las víctimas del atentado a la AMIA (Asociación Mutual Israelita Argentina) solicitaron la citación como testigos de Cafiero, D'Elía y Farinello en la causa de la AMIA, admitida por el fiscal para el 8 de mayo de 2007,
donde se limitaron a ratificar su posición pública contraria a la decisión de la justicia argentina de acusar a los funcionarios iraníes basándose solo en informes de inteligencia de la CIA, el Mossad y la SIDE. pero sin aportar pruebas concretas capaces de sostener una hipótesis alternativa, debido a lo cual el juez ratificó la orden de detención de los funcionarios iraníes acusados.
Sergio Widder, del Centro Simón Wiesenthal, señaló que las «declaraciones de D'Elía sobre el atentado a la AMIA son copia fiel de lo que argumentaba un neonazi argentino muy conocido», refiriéndose a la teoría del autoatentado sostenida por el neonazi Norberto Ceresole varios años antes.
En enero de 2008, el jefe de gabinete Alberto Fernández, declaró que el gobierno quería reactivar el Plan Arraigo, un plan de regularización de títulos de propiedad para ocupantes de tierras que estuvo a cargo de Luis D'Elía antes de su renuncia.
La noticia fue relacionada con rumores sobre un eventual reingreso del dirigente de la CTA al gobierno.
Dicha eventualidad fue cuestionada, entre otros, por el titular de la DAIA Aldo Donzis y el secretario general de la AMIA Edgardo Gorenberg, expresando este último que «quizás a alguien le sea útil esta designación, pero seguramente no le será útil al prestigio de nuestro país».

#### Imputado por discriminación racial
En 2014 fue llamado a declaración indagatoria por la Justicia ante el juez federal Luis Rodríguez al llamar en forma peyorativa "paisanos" a los hermanos Sergio y Pablo Shoklender en su programa de radio. Fue sometido a juicio oral y absuelto el día 26 de septiembre de 2019.

#### Incidentes durante el paro agropecuario patronal, denuncia y condena
Durante las primeras semanas del paro agropecuario patronal de 2008 contra la administración de Cristina Fernández de Kirchner, tras el discurso de la presidenta el 25 de marzo, manifestantes salieron a las calles con fuertes reclamos hacia Gobierno. En Buenos Aires, tras enterarse de estos sucesos, Luis D'Elía encabezó una movilización de simpatizantes de la FTV, acompañando a otras organizaciones, como el Movimiento Evita.
Las columnas lideradas por D'Elía procedieron a desplazar a los caceroleros de la Plaza de Mayo, bajo la consigna de «La Plaza es nuestra». Durante la movilización se produjeron incidentes con algunos heridos y el mismo D'Elía golpeó a uno de los manifestantes, Alejandro Grahan, exdirigente del partido de derecha Ucedé, productor agropecuario, asambleísta entrerriano conocido en su ciudad por participar en los piquetes del puente internacional que realiza la Asamblea de Gualeguaychú contra la pastera Botnia, cuando este le dio la espalda.
Al día siguiente, Grahan relató el hecho en un diario:

[D'Elía] Entró como trotando, sin golpear pero asustando, amedrentando. Muchas personas desaparecieron, lógico, porque eran mayores y tenían chicos. Yo me quedé ahí. D'Elía pasaba al lado mío y me fui como acoplando a su marcha. Le pregunté si el permiso era suyo; si había trabajado para el Gobierno; que por qué nos teníamos que ir. El amagó a contestarme, pero siguió caminando adelante, yo le volví a repetir lo mismo, él no me decía nada y directamente reaccionó: me surtió un trompazo en la boca de costado, pero se ve que la sabe poner bien.

Por su parte, D'Elía relató el mismo hecho en el mismo medio de prensa:

D'Elía: ―El hombre se me pegó a la altura de Corrientes; se me pega él y me empieza a insultar. A agraviar él y una tipa con un tachito que les pega a los compañeros con el tachito. Y él, bueno, estuvo prácticamente una cuadra diciéndome cosas que mí me rejoden. Dos veces incluso lo muestran las cámaras por delante, y yo sigo caminando. Cuando llegué a la otra punta de Corrientes escuché el último insulto y «se me salió la cadena» y le di un mamporro. Es un maleducado y un atrevido.
Periodista: ―¿Qué le había dicho cuando usted lo golpeó?
D'Elía: ―En un momento, me dijo «negro, mercenario, represor», y la verdad es que le zampé un bollo porque me sentí reagraviado.

D'Elía denunció que el movimiento opositor tenía la intención de producir un golpe de Estado, y que ante ello el objetivo de su agrupación era «romper el golpe de Barrio Norte».
En la noche del 26 de marzo de 2008 volvieron a registrarse cacerolazos en algunas ciudades del país. En esa oportunidad en la Plaza de Mayo ya no solo estaba alguna gente de la clase media-alta porteña sino que se sumaron diferentes organizaciones de izquierda y socialistas. Nuevamente organizaciones políticas adeptas al gobierno y lideradas por Luis D'Elía ocuparon la Plaza de Mayo en medio de agresiones cruzadas e incidentes con algunos manifestantes, quienes en su mayoría abandonaron la plaza.
Los manifestantes que abandonaron la Plaza de Mayo se desplazaron a la Plaza de la República, donde se encuentra el Obelisco.
Al día siguiente, el 27 de marzo, D'Elía estuvo en el palco de invitados al acto oficialista en el que Cristina Fernández de Kirchner habló en la Plaza de Mayo.
En noviembre del 2011 D'Elía fue condenado a cuatro días de prisión por la trompada que le pegó a Grahan en marzo de 2008.
En noviembre de 2015 tras la tan mediática piña del 2008, Luis D'Elía se junta y entabla amistad con el ruralista agredido, Alejandro Gahan. Hicieron un programa de TV juntos y hasta le escribieron una carta al Papa.
En una entrevista, Grahan mencionó que mantiene contacto con D'Elía aunque tienen diferencias políticas.
Tanto uno como otro reconocen que fueron criticados por sus pares por este acercamiento, pero eso no destruyó la relación. Gahan inclusive cuestionó a quienes los señalan: "Hay mucho caretaje (sic) y prejuicio, la gente es imprudente y me molesta cuando habla ligeramente". D'Elía dijo que "hacían falta más gestos de estos, hay una gran necesidad de unir a los argentinos". De ambos lados reconocen que pueden llegar a trabajar juntos en cuestiones vinculadas a lo social."

#### Enfrentamiento con Fernando Peña

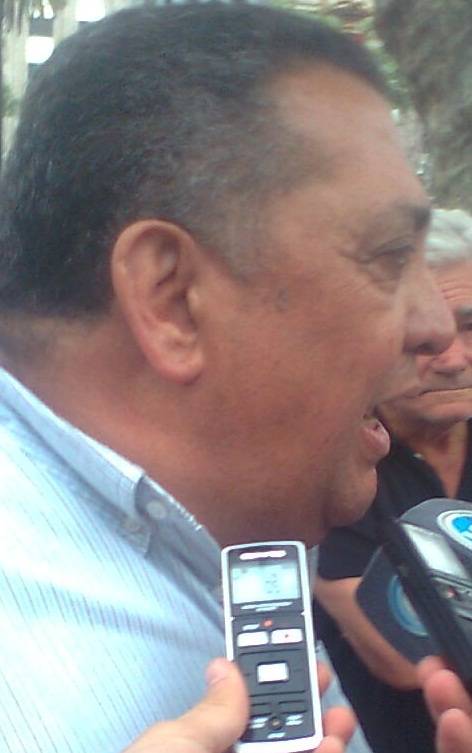
Luis D'Elía en 2013

El 26 de marzo de 2008, el actor, humorista y conductor de radio Fernando Peña (1963-2009), en el programa El parquímetro, se comunicó telefónicamente con Pablo D'Elía (hijo de Luis D'Elía), para pedirle su opinión sobre el enfrentamiento entre su padre y manifestantes ruralistas. El joven inició la conversación diciendo que era un gusto hablar con el periodista y cuando se enteró que se trataba de un reportaje en vivo, se excusó amablemente de opinar sobre el tema, aclarando que su padre era «un buen tipo» con «muchos ideales». Durante la charla Peña trató al joven de «negro de mierda» y terminada la conversación, se refirió a él de modo despectivo diciendo: «El nivel intelectual del hijo de D'Elía es una cosa lacrimógena; menos mal que no es puto».
Al día siguiente, Fernando Peña entrevistó a Luis D'Elía por radio,
presentándolo de la siguiente manera:

Tenemos una nota de color… de color NEGRO, porque está Luis D'Elía del otro lado de la línea.
Fernando Peña

D'Elía entonces respondió del siguiente modo:

¿Cómo te va, sorete? Odio a la puta oligarquía, odio a los blancos… […] Tengo un odio visceral contra ustedes, el norte de la ciudad… sépanlo de mi boca. Ustedes piensan que la gente que me sigue a mí es pura basura, escoria humana, negra, fea, horrible. Somos kelpers en nuestro propio país… […] Te odio Peña, odio tu plata, odio tu casa, tus coches, tu historia, odio a la gente como vos, que defienden un país injusto e inequitativo. […] ¿Sabes con quien estás hablando?: Laferrere, asentamiento Tambo, manzana uno, lote tres […] Ya lo decía Sarmiento en los albores de 1880: «No hay que ahorrar sangre de gauchos», o sea de negros. Nosotros somos bosta, caca, basura, para vos Peña y la lacra que es igual que vos. […] Odio a las clases altas argentinas que han hecho tanto daño, que han matado tanta gente, en nombre de una sola bandera, que es la bandera de su propia ganancia.
Luis D'Elía

Tras los dichos del líder del movimiento piquetero, Fernando Peña dirigió una carta abierta a la presidenta Cristina Fernández de Kirchner, en la que se refirió a la respuesta de D'Elía:

Le cuento que todo empezó cuando llamé a la casa de D'Elía […] Me saludó con un «¿Qué hacés, sorete?» […] Le quise recordar el día en el que en el cine Metro, cuando Lanata presentó su película Deuda, él me quiso dar la mano y fui yo quien se negó. Me negué, Cristina, porque yo no le doy la mano a gente que no está bien parada, no es mi estilo. Para mí, no estar bien parado es no ser consecuente, no ser fiel. Acepto contradicciones […] pero no tolero a las personas que se cruzan de vereda por algunos pesos. No comparto las ganas de matar. El odio profundo y arraigado tampoco. […]. Cuando me cortó, diciéndome: «Chau, querido», enseguida empezaron los llamados, primero de mis amigos que me advertían que me iban a mandar a matar […] que [D'Elía] es tremendamente peligroso. Entonces, por las dudas hablé con mi abogado. […] Me contestó que no había nada qué hacer porque el jefe de D'Elía es el ministro del Interior! Entonces sentí un poco de miedo. ¿Es así Cristina?
Fernando Peña

En declaraciones a la radio FM Reporter 650 del 28 de marzo de 2008, D'Elía afirmó que sentía «un odio visceral» por la oligarquía argentina y los «blancos de Barrio Norte» y señaló en el país existía una profunda división social entre «blancos» y «negros». Estas manifestaciones generaron un amplio debate relacionado con el racismo y la injusticia social en la Argentina, con expresiones de crítica y apoyo, y en muchos casos con fuertes connotaciones racistas.
Al día siguiente, la Juventud Radical denunció a D'Elía ante el INADI por discriminación racial contra una persona que fue tratada de «oligarca, blanca y de Barrio Norte».
Durante sus declaraciones a FM Reporter 650, D'Elía dijo también que «la oligarquía no tendría problema en matarnos, como hicieron tantas veces». Sin embargo la agencia DYN ―dependiente del Grupo Clarín― modificó las declaraciones de D'Elía y redactó un cable sosteniendo que D'Elía había dicho «no tengo problemas en matarlos a todos». A pesar de que la información falsa fue inmediatamente denunciada por la propia radio FM Reporter 650, fue dada por cierta y ampliamente difundida en todos los medios de comunicación.

#### Enfrentamiento con el Grupo Clarín
El 9 de abril de 2008, D'Elía fue invitado al programa A dos voces, de la señal de cable TN (Todo Noticias), conducido por los periodistas Marcelo Bonelli y Gustavo Sylvestre, en el cual mantuvo un tenso debate con ambos periodistas, con la presencia del diputado de la Coalición Cívica, Fernando Iglesias. El dirigente lanzó duras acusaciones al Grupo Clarín, haciéndose eco de denuncias anteriores de la Universidad de Buenos Aires, de León Rozitchner y de varios intelectuales que habían manifestado su inquietud por la manipulación de información de los días del Paro patronal agropecuario, lo cual originaría la intervención de un «observatorio contra la discriminación en los medios». La solicitud a ese observatorio se refiere a los presuntos casos de discriminación informativa que hubo durante el cierre patronal. Días atrás, la SIP, había manifestado su preocupación por la medida en un comunicado, en el cual expresó que la prensa argentina «da muestras de una riqueza plural de opiniones», por lo que aseguró: «No entendemos por qué el Gobierno desea intervenir en cuestiones que solo le competen a la sociedad civil».
Al margen del debate sobre la existencia de multimedios que monopolizan la difusión de la información en el país y las consecuencias que se originan de ello, estas acusaciones se dieron en particular en el marco del críticas por parte del oficialismo contra el principal multimedio de prensa de la Argentina.[cita requerida]

#### Denuncia sobre un virtual golpe de Estado contra Cristina Fernández
El 16 de junio de 2008, Luis D'Elía, en declaraciones a la AM Radio Provincia, afirmó que se estaba gestando un intento de derrocamiento del gobierno de Cristina Fernández de Kirchner, acusando al expresidente Eduardo Duhalde de ser el jefe de una conspiración cuyo plan es «un claro intento de golpe de Estado económico».

Quieren desestabilizar la democracia y generar las condiciones para la destitución de Cristina Fernández, porque lo que quieren es que ella se vaya […]. Duhalde organizó el golpe contra De la Rúa y hoy está organizando el golpe contra [Cristina] Kirchner. Veremos si él nos logra desestabilizar y sacarnos, o si de una vez por todas terminamos poniéndole las esposas para que esté donde tiene que estar.
Luis D'Elía

El dirigente kirchnerista sostuvo que «no hay que descartar un enfrentamiento civil porque estos tipos quieren imponer su voluntad como sea». En ese sentido, D'Elía recordó que el expresidente «armó los saqueos en el conurbano» y después «logró que la Justicia no actuara en su contra». «Nosotros no somos De la Rúa y esta disputa la vamos a dar en la calle, en cada lugar de la Argentina. Como la guerra es abierta y total, van a ser muy difíciles los tiempos que vienen», señaló.
Esa misma tarde, el líder piquetero brindó una conferencia de prensa en el barrio porteño de Once, en la que ratificó y amplió su denuncia, acusando de acompañar la supuesta conspiración al Grupo Clarín y a los jefes de las organizaciones patronales agropecuarias que encabezaron el lock-out patronal agropecuario, invocando al Artículo 21 de la Constitución Argentina (enlace roto disponible en Internet Archive; véase el historial, la primera versión y la última). ―que autoriza a los habitantes a armarse en defensa de la Patria y de la Constitución―. Al mismo tiempo convocó al acto oficialista realizado el 18 de junio en Plaza de Mayo:

Con Eduardo Duhalde a la cabeza están el Grupo Clarín y los cuatro jefes del campo en una actitud sediciosa, golpista. Convocamos al pueblo argentino al miércoles que viene, romper con el golpe de Estado. Le pedimos a todos los argentinos bien intencionados y bien paridos que vengan a la Plaza de Mayo a defender la democracia y las instituciones y al Gobierno nacional y popular electo hace seis meses por ocho millones de argentinos. Ninguno quiere la violencia, simplemente nos hacemos cargo de lo que establece el artículo 21 de la Constitución Nacional.
Luis D'Elía

Horas más tarde, Eduardo Duhalde respondió a las acusaciones de D'Elía con un comunicado, difundido por su vocero Luis Verdi:

El expresidente Eduardo Duhalde no responderá a las agresiones, pues ello solo serviría a los fines de quienes pretenden generar una escalada de violencia y el peor favor que podemos hacerles a nuestra democracia y a nuestras instituciones es entrar en el juego de la provocación […]. El doctor Duhalde ha reclamado desde un principio la apertura del diálogo y la resolución en paz de este problema que afecta a todos los sectores de la producción y del trabajo. Y sostiene que solo los que actúan con las categorías de la guerra pueden creer que el triunfo deviene por la eliminación del que piensa diferente.

Por su gravedad, la denuncia de D'Elía motivó varias presentaciones judiciales. El abogado Ricardo Monner Sans solicitó que se investigue si sus dichos son ciertos, mediante un escrito que quedó radicado ante el Juzgado Federal n.º 2, a cargo del juez Jorge Ballestero. Monner Sans también reclamó que el dirigente informara:

...acerca del conocimiento que también manifiesta tener, en punto a quién o quiénes serían los jefes de la conspiración […]. La gravedad de las afirmaciones que provienen de quien ha sido funcionario del Poder Ejecutivo nacional y de quien goza de permanente apoyo oficial obligan a no distraerse. Es menester escucharlo para tomar las providencias pertinentes de investigación y reprimir (uno a cuatro años de prisión) a quienes D'Elía señale. Estamos en el área de los atentados al orden constitucional y a la vida democrática.
Ricardo Monner Sans

No obstante, la denuncia dejaba abierta la posibilidad de que

…D'Elía no estuviere diciendo una verdad […] estaría él incurriendo en el delito de intimidación pública. Infundiría un temor público al propiciar que, con base en el artículo 21 de la Constitución nacional, se tomen armas para defender a la Patria y a la Constitución […]. Por una u otra razón, cabe escucharlo con rapidez compatible con la gravedad del tema.
Ricardo Monner Sans

El abogado Alejandro Sánchez Kalbermatten radicó una denuncia penal en contra del dirigente ante el Juzgado Federal n.º 3, a cargo del juez Daniel Rafecas, por su mencionada invocación al artículo 21 de la Constitución nacional.

#### Condena por delito de calumnias
En 2005 Luis D'Elía afirmó que «Eduardo Duhalde introdujo la droga a la Argentina». El expresidente le inició un juicio por calumnias e injurias a D'Elía, quien solicitó inmunidad diplomática, la cual fue rechazada por los jueces. Después de cuatro años y de que D'Elía pidiera la prescripción de la causa, el 21 de diciembre de 2009, la jueza María Romilda Servini de Cubría, titular del Juzgado en lo Criminal y Correccional Federal N.º 1, lo declaró culpable y lo sancionó con una multa de $ 6000. D'Elía, sobreseído en el fuero penal y condenado por 11 hechos en el fuero civil, no pagó la multa. El caso llegó a la Corte Suprema de Justicia. En 2012 la Corte Suprema de Justicia ratificó la condena del Sala Segunda de la Cámara en lo Civil y Comercial y le impuso el pago de $ 150 000 que D'Elía se negó a pagar nuevamente y dijo que acudiría a la Corte Interamericana.

#### Denuncia contra los bombardeos de Israel en la Franja de Gaza
Durante el mes de enero de 2009 Luis D'Elía participó en varios actos de repudio contra los bombardeos de la Franja de Gaza llevados a cabo por Israel y ante una pregunta acerca de la responsabilidad que podría tener la comunidad judía argentina en lo que ocurre en Medio Oriente, D'Elía respondió:

La comunidad judía de aquí tendría que haberse sumado a los miles de judíos que marcharon en Tel Aviv oponiéndose a la matanza y a la agresión del gobierno de derecha en la Franja de Gaza. Me gustaría verlos repudiando lo que hizo su gobierno, igual que nosotros.

Estas declaraciones fueron repudiadas desde diversos sectores. Sergio Burstein, dirigente de una agrupación de víctimas del atentado a la AMIA, acusó a «D'Elía de tratar a los judíos argentinos como ciudadanos de segunda y de negarles su condición de argentinos».

#### Posición en la causa de Once
Cuando se dio a conocer el fallo por la tragedia de Once, accidente ferroviario que dejó un saldo de 51 muertos y 189 heridos, Luis D'Elía cuestionó la sentencia que condenó a los funcionarios kirchneristas responsables del accidente y acusó a los jueces de pertenecer al Partido Judicial y ser demasiado duros. Afirmó que los jueces deberían aflojar un cambio. También criticó a los jueces que sobreseyeron por falta de pruebas a Mauricio Macri.

### Posiciones políticas
D'Elía se ha manifestado a favor de la pena de muerte: «Si Perón hubiese fusilado a Menéndez en el 51, habríamos ahorrado mucha sangre del pueblo». El 18 de febrero de 2014 D'Elía pidió al presidente Nicolás Maduro que fusile al líder político opositor Leopoldo López, detenido con la acusación de instigación pública a delinquir, asociación para delinquir, daños en la propiedad privada y pública e incendio intencional, en el marco del conflicto por las protestas sociales que vive Venezuela y la represión que produjo varios muertos, decenas de heridos y cientos de detenidos. Esta declaración le valió una denuncia del abogado Santiago Dupuy ante el juez federal Rodolfo Canicoba Corral por apología del crimen, incitación a la violencia e instigación a cometer delitos.

### Nuevo posicionamiento político

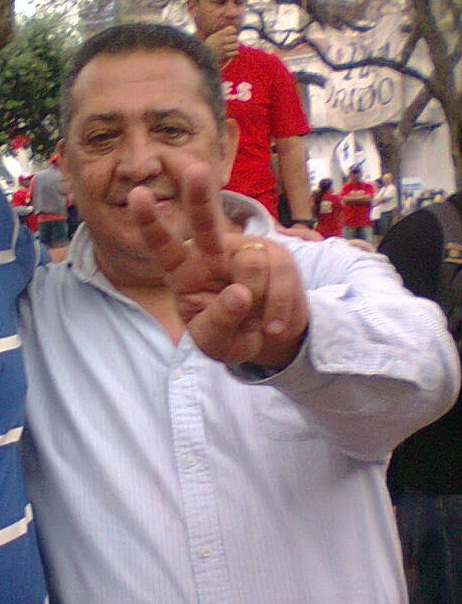
Luis D'Elía en 2013

El 16 de febrero de 2009, ante distintos medios de prensa de alcance nacional, D'Elía manifestó su malestar con el gobierno de Cristina Fernández de Kirchner por el «maltrato que hacen desde el kirchnerismo a los movimientos sociales». Negó que sus declaraciones estuvieran relacionadas con un acercamiento al sector del peronismo disidente que lidera Felipe Solá, quien días atrás celebró un acuerdo con Francisco de Narváez y Mauricio Macri, con vistas a las próximas elecciones legislativas.
En diálogo con el portal informativo 24CON, el dirigente expresó que no haría declaraciones públicas. No obstante, ratificó además un pedido de silencio que le hizo el Ejecutivo ante sus fuertes críticas a la ofensiva militar de Israel en la Franja de Gaza.
En esa misma época comenzó a participar de otras formas de comunicación, polemizando en televisión en el programa del periodista Jorge Lanata con el humorista Fernando Peña, participando en medios periodísticos, y apoyando diversos planteos políticos del gobierno posteriormente a la derrota electoral oficialista del 28 de junio de 2009. El apoyo a la nueva Ley de Servicios Audiovisuales fue una de ellas.
El jueves 12 de noviembre llegó a un acuerdo con el titular de la CGT argentina, Hugo Moyano, para participar juntos los sindicatos oficiales y miembros de grupos de trabajadores ligados al FTV en un mismo acto que, finalmente, nunca fue realizado.
En agosto de 2013, durante una reunión en la mezquita At-Tauhid para conmemorar el Día de Al-Quds, D'Elía se jactó de sus contactos con la agrupación Hezbolá en el Líbano, señalada como una organización terrorista internacional por 28 países de la Unión Europea y por los Estados Unidos, y describió ese movimiento como un «partido político». 
A su vez, agregó que en lugar de pensar la fórmula de «dos Estados para dos pueblos» como solución al conflicto palestino-israelí: «hay que constituir un solo pueblo, un solo Estado». Además sostuvo que «en la Argentina existe un bestial aparato concentrado de comunicación donde predominan los comunicadores del sionismo».

## Acusaciones y causas penales
Durante 2001, Luis D'Elía fue imputado por el delito de extorsión a raíz de haber sido acusado por el cobro de una cuota social a beneficiarios de planes sociales denominados Plan Trabajar,
La imputación fue realizada por la entonces ministra de Trabajo del gobierno de Fernando de la Rúa, Patricia Bullrich, enfrentado políticamente con D'Elía debido a su condición de opositor. La FTV fue la organización convocante a las primera y segunda Asamblea Nacional Piquetera, opositoras al gobierno de Fernando de la Rúa, realizadas a fines de 2001.
Después de que D'Elía acusara a Sergio Schoklender de «agente del Mossad», el 24 de junio de 2011 el senador kirchnerista Daniel Filmus presentó en el Senado de la Nación un proyecto de rechazo a los dichos del dirigente por «discriminatorios y antisemitas».
En el programa de televisión Periodismo para todos del domingo 11 de noviembre de 2012, el periodista Jorge Lanata presentó un informe donde se acusaba a Luis D'Elía por supuesta estafa y fraude contra vecinos carenciados del barrio San Javier, del partido de La Matanza, por una presunta venta fraudulenta de terrenos. Los vecinos denunciaron que los estaba intimidando y amenazando además de haberlos estafado con la compra de los terrenos.
Posteriormente, el diario Tiempo Argentino informó que las denuncias serían falsas, según relató uno de los vecinos del barrio San Javier, un grupo de periodistas que se presentaron como productores del programa Periodismo para todos les habían ofrecido 500 pesos para que dijeran que el dirigente les otorgaba terrenos a cambio de dinero.
Al día siguiente de la acusación de Lanata se realizó la ceremonia prevista en la cual D'Elía entregó 470 escrituras de los terrenos en el barrio San Javier. Luis D'Elía invitó a Lanata a participar del acto para corroborar su denuncia, pero este nunca respondió.
Luis D'Elía negó los cargos afirmando que «ninguno de los que declararon en el programa realizó pago alguno por los terrenos».
En agosto de 2012 la revista Perfil publicó una denuncia en la que acusaba a D'Elía, entre otros, de utilizar a la ANSES en beneficio propio,  ya que cuatro de sus cinco hijos habrían sido nombrados, de manera irregular, funcionarios de la misma,sin siquiera reunir los requisitos mínimos, como por ejemplo, haber terminado la escuela secundaria, y carecer de antecedentes que demostraran competencia para los cargos. El caso terminó en una denuncia judicial y tres de sus hijos fueron procesados. Además fueron procesados los exfuncionarios del organismo que los nombraron. En 2018 comenzó el juicio oral.
El domingo 7 de julio de 2013, el periodista Jorge Lanata volvió a denunciar a D'Elía, revelando que este es dueño de una empresa petrolera con negocios en el país y en Irán.
A la misma hora, con la intención de demostrar que las acusaciones de Lanata son difundidas sin chequear, D'Elía viralizó un video que mostraba que él le había plantado un testigo falso a Lanata. D'Elía le había pedido a un amigo que fingiera una denuncia para dejar mal parado a Lanata.
En septiembre de 2014 fue procesado, por tercera vez, por el juez federal Luis Rodríguez, acusado de discriminación contra la comunidad judía argentina.
En noviembre de 2014 publicó un tuit en el que pedía "la cabeza del juez Bonadío en la picota". Ante las críticas tuvo que aclarar que se trataba de una figura simbólica.
En 2015 y luego de que salieran a la luz escuchas telefónicas realizadas por la causa de encubrimiento en el atentado a la AMIA, se escucha a el dirigente iraní Yasuf Kalil afirmar que lo denunciado por Lanata en este caso "era todo cierto".
En enero de 2015, el fiscal Alberto Nisman, denunció por supuestamente colaborar en negociaciones para asegurar la impunidad de los prófugos iraníes en la causa del atentado terrorista a la Mutual Israelita Argentina. El papel de D'Elía, según el fiscal, habría sido servir de canal de comunicación junto al operador iraní en Buenos Aires, Jorge Khalil, para llegar a Mohsen Rabbani, uno de los principales acusados por el atentado a la AMIA, con el propósito de fabricar la inocencia de Irán y firmar un pacto con Irán. Por esta causa fue detenido con prisión preventiva por orden del juez federal Claudio Bonadio el día 7 de diciembre junto con otros exfuncionarios y referentes de la administración kirchnerista.
D'Elía fue denunciado por el fiscal Nisman como enlace entre el gobierno argentino y la República de Irán para organizar de manera secreta una maniobra para darles impunidad a los acusados iraníes con el objetivo de mejorar las relaciones comerciales entre ambos países, algo que fue completamente rechazado por la presidenta. El 22 de enero, después de la muerte del fiscal, se pasó por la radio la primera de una serie de grabaciones telefónicas en la que aparecía D'Elía.
El 26 de enero de 2015, después de que se hicieran públicas las escuchas telefónicas del fiscal Nisman en las que se escuchaba la voz de D'Elía, el dueño de AM Cooperativa le comunicó que su programa Siete Punto Cero sería levantado del aire.
En las escuchas que oyeron todos los argentinos por radio, se lo escucha claramente a D'Elía, diciendo que es emisario de la presidenta, hablando con Khalil, supuesto representante de Irán (aunque Irán lo negó) quien le decía de la "la desazón" que sentía por el fracaso del pedido del cese de las notificaciones rojas de Interpol. En otra conversación se los escucha hablar de "mandar gente de YPF" a Irán, país al que D'Elía viajó en varias oportunidades.
A esto se le sumó una nueva denuncia por un pago que D'Elía dijo haber realizado a los barrabravas de All Boys, para que fueran a hacer número al acto del presidente Nicolás Maduro.
La nueva acusación fue hecha por la ONG "Fútbol en Paz en la Argentina" por violar la ley 24.192 que prohíbe instigar o facilitar el accionar de los barrabravas. 
D'Elía habría contratado a "La Peste Blanca" en 2013 para llenar la cancha donde habló Maduro.
En una de la escuchas telefónicas aportadas por el fiscal Nisman y difundida en el programa de Jorge Lanata por la radio, Lanata sin filtro, se lo escucha a D'Elía confesar que pagó $25.000 a estos grupos violentos para participar en un acto de homenaje a Hugo Chávez en Argentina. En su defensa, D'Elía aseguro que les había pagado para que realizaran tareas de limpieza.
En abril de 2016 fue denunciado penalmente por haber proclamado públicamente el fin de la democracia y el paso "a la resistencia" si la expresidenta Cristina Fernández de Kirchner quedaba "detenida".
En septiembre de 2016, ciudadanos venezolanos, que reclamaban frente a la embajada de Venezuela en Buenos Aires por la realización del referéndum en su país, denunciaron haber sido objeto de agresiones violentas por parte de D'Elía y su grupo que pretendían reprimir la protesta. La policía intervino para evitar daños mayores. Ese mismo mes D'Elía fue denunciado penalmente por los delitos de sedición,  intimidación pública, apología del crimen, e incitación a la violencia colectiva.
El 26 de julio de 2018, fue denunciado por el Ministerio de Seguridad de la Nación por "posible comisión de delitos de acción pública, puesta en peligro del orden público, intimidación pública y conducta irrespetuosa hacia la investidura del Presidente", motivado por las declaraciones de D'Elia en una entrevista en el programa "1+1=3", correspondiente al canal digital Canal 22 Web.

### Condenas judiciales
En septiembre de 2012 fue condenado a una pena de cuatro días de prisión, por golpear a Alejandro Gahan, en el marco de una agresión múltiple ocurrida el 25 de mayo de 2008, en la Plaza de Mayo, durante una manifestación, y lo declaró penalmente responsable del delito de lesiones leves.
En noviembre de 2017, el Tribunal Oral Federal 6 (TOF 6), de la Justicia Federal, lo condenó a una pena de cuatro años y ocho meses de prisión, a una inhabilitación para ejercer cargos públicos durante ocho años y a una prohibición de salir del país sin autorización del tribunal por la comisión de los delitos  de atentado a la autoridad agravado, lesiones leves, instigación a cometer delitos, privación ilegal de la libertad, usurpación y daños durante la toma de la Comisaría 24.
D'Elía apeló ante la Cámara Federal de Casación Penal.  
En noviembre de 2018 la Cámara Federal de Casación Penal, rechazó el recurso de casación, confirmó su condena, por considerarlo autor penalmente responsable de los delitos de atentado a la autoridad agravado, lesiones leves, instigación a cometer delitos, privación ilegal de la libertad y  usurpación, en concurso ideal, por los hechos acaecidos los días 25 y 26 de junio de 2004 en la Comisaría 24 del barrio de La Boca, pero la redujo a condena en tres años y nueve meses de prisión. Los jueces Liliana Catucci y Carlos Mahiques consideraron que la condena debía reducirse a tres años y nueve meses. El juez Eduardo Riggi, en disidencia, consideró que debía mantenerse la condena por cuatro años y ocho meses.
D'Elía quedó detenido en febrero de 2019, cuando la condena se hizo efectiva. En abril de 2020 le fue concedida la prisión domiciliaria y el 24 de agosto de 2021 quedó en libertad condicional tras haber cumplido dos tercios de la condena.